# 洛日
洛日（發音：[ˈloːʃ] ⓘ) ）是斯洛文尼亞的城鎮，位於該國南部，面積6.52平方公里，海拔高度589.7米，始建於1341年，鎮上有兩間教堂，該鎮在1631年爆發黑死病疫情，2002年人口539。

## 外部連結
- Lož on Geopedia （页面存档备份，存于）